# Jean-Charles Chapuzet
Pour les articles homonymes, voir Chapuzet.
Jean-Charles Chapuzet est un historien, journaliste, écrivain et scénariste de bande dessinée français né le 20 juin 1976 à Jonzac (Charente-Maritime).

## Biographie
Jean-Charles Chapuzet obtient son doctorat d'histoire à l'Institut d'études politiques de Paris en 2005 avec une thèse dont le sujet porte sur le général Boulanger et le boulangisme. Journaliste au Figaro de 2002 à 2006, il s'essaie au documentaire TV en écrivant avec Agostino Pacciani, le scénario de Un café, une guerre et l'addition (2006) - réalisé par Vincent Pontet - portant sur la guerre au Liban. Puis il s'installe en Charente-Maritime et réalise des articles et des reportages ayant pour thème la viticulture, notamment pour le magazine Terre de vins. Il se recentre également dans l'écriture d'ouvrages (romans, essais ou biographies) et de scénarios de bandes dessinées. 
Il devient aussi intervenant en géopolitique et géoéconomie au sein de l'école BBA INSEEC à Bordeaux et dispense aussi des cours sur le vin à l'INSEEC Wine & Spirits Institute.

## Œuvres

### Romans, essais, biographies
- 2003 : Extrême droite : du vol au viol de mémoire, Préface d'Alain-Gérard Slama, Éditions Anovi.  (ISBN 2951342381).
- 2006 : Le Roman du Figaro : 1826-2006, en collaboration avec Bertrand de Saint-Vincent, Éditions Plon.  (ISBN 2259205836)[5]
- 2008 : Cahors, le Roman du Vin Noir, Éditions Feret.  (ISBN 2351560248).
- 2009 : Entre 3 grammes et 5 heures du matin... Hubert-Félix Thiéfaine, Éditions Presses Du Belvédère.  (ISBN 2884191577)[6],[7]
- 2009 : Verticale, Éditions Féret.
- 2009 : Michel Chapoutier, Collection Bettane & Desseauve, Éditions Minerva.
- 2010 : Le Figaro. Histoire d'un journal, Éditions du Nouveau Monde. Ouvrage collectif sous la direction de Claire Blandin[8].
- 2011 : Des nouvelles de Marius Chapoutier, Éditions Glénat[4],[9]
- 2013 : À l'aveugle, (polar), Éditions Glénat.
- 2018 : Mauvais Plan sur la comète : L'étrange odyssée d'un Haut Saintongeais, Éditions Marchialy[10],[11].
- 2019: Le seconde mort du général Boulanger, Artillas.
- 2020 : Du bleu dans la nuit, Éditions Marchialy[12],[13]
- 2021: Le Cri de la cigogne, Robert Laffont
- 2024 : Bandit, Robert Laffont

### Bandes dessinées
- Cognac, avec Éric Corbeyran, Luc Brahy et Aurore Folny, Delcourt.
  - 2016 : Cognac : la part des démons  (ISBN 978-2-7560-5214-4)[14].
  - 2016 : Cognac : un mort dans l'arène  (ISBN 978-2-7560-6463-5)[15].
  - 2017 : Cognac :  le cimetière des machins à vendanger  (ISBN 978-2-7560-7268-5).
- 2019 : L'Affaire Zola, avec Vincent Gravé et Christophe Girard, Glénat  (ISBN 978-2-344-01872-9)[16],[17].
- 2021: La soucoupe et le prisonnier, Glénat.
- 2022 : Le Matin de Sarajevo, avec Christophe Girard, Glénat[18].
- 2022 : Vergès, une nuit avec le diable, avec Guillaume Martinez, Glénat, 2022.

### Documentaire télé
- 2006 : Un café, une guerre et l'addition, scénario, avec Agostino Pacciani, réalisation de Vincent Pontet.